# Nickel(III) fluoride
Nickel(III) floride là hợp chất hóa học có công thức NiF3. Nó là một hợp chất ion của nickel và fluor.

## Điều chế
Nickel(III) fluoride có thể được điều chế bằng phản ứng của kali hexafluoronickelat(IV) với arsenic pentafluoride trong acid hydrofluoric.